# Симуширское землетрясение (2006—2007)
Симуширское землетрясение — задвоенное землетрясение (сопровождаемое моретрясением), 15 ноября 2006 и 13 января 2007 года, с примерно совпадающими эпицентрами под морским дном, которое стало одним из мощнейших в истории современных Курил. Стало предметом многочисленных научных исследований.

## Ход сейсмособытий

### Симуширское-I
Причиной первого подводного землетрясения 15 ноября 2006 года  стало сжатие земной коры. Произошло в 11 часов 14 мин по Гринвичу восточнее необитаемого в настоящий момент острова Симушир, РФ. Магнитуда землетрясения превышала 8,3.
Ближайшей к эпицентру сушей оказался остров Матуа. Через 15 минут после подводного землетрясения на Матуа взлилось цунами, высота заплеска которого на берег местами достигала 20 м. 
В противоположном от эпицентра направлении цунами пересекло Тихий океан и достигло порта Кресент-Сити (Калифорния), на доки которого взлилась волна высотой 1,76 м, принеся ущерб в размере до 10 млн долларов США. Ущерб оказался всё же не таким сильным, каким мог бы быть, поскольку в момент заплеска на данном участке побережья был отлив.

### Симуширское-II
Всего через два месяца после ноябрьского землетрясения, 13 января 2007 года, приблизительно в том же районе, но уже в глубинах самого жёлоба произошло ещё одно сильнейшее землетрясение магнитудой 8.0. Причиной этого подводного землетрясения стало, наоборот, растяжение.

### Сопоставление
Как показали исследования, первое, ноябрьское цунами было в два раза интенсивнее, чем второе, январское.